# Ring of Fire (Film)
Ring of Fire (Originaltitel: Cowboy Up) ist ein US-amerikanisches Filmdrama aus dem Jahr 2001. Die Regie führte Xavier Koller, das Drehbuch schrieb James Redford. Die Hauptrollen spielten Kiefer Sutherland und Marcus Thomas.

## Handlung
Die Brüder Hank und Ely Braxton leben von den Auftritten auf den Rodeos. Hank vermietet Bullen, die auf der Familienfarm gezüchtet werden. Ely reitet auf den Bullen. Nach einer Verletzung bricht er das Bullenreiten ab, nimmt es aber später wieder auf.
In einer Rückblende wird gezeigt, wie die Rose, die Mutter der Brüder, ihren Ehemann Reid mit dem Gewehr in der Hand aus dem Haus jagt. Es wird auch die Kindheit der Brüder gezeigt.
Nachdem Hank und Ely zwei Monate lang auf den Rodeos unterwegs sind, trifft Ely im Haus ihrer Freundin Connie einen anderen Mann. Connie betont, der Mann sei nur freundschaftlich da, doch Ely streitet mit ihr. Er beginnt eine Beziehung mit der Weltmeisterin im Pferdereiten Celia Jones, für die sich sein Bruder ebenfalls interessiert. Hank spricht es zuerst nicht an, nach einiger Zeit kommt es zum Streit zwischen den Brüdern.
Ely wird erfolgreich, ihm wird ein lukrativer Vertrag angeboten. Er bekommt Zweifel, ob er die Beziehung mit Celia aufrechterhalten soll. Sie fragt ihn offen, ob es Sinn habe, dass sie ihn zu Weltmeisterschaft in Las Vegas begleite, wenn er sie wie Dreck behandeln solle. Sie fragt, ob Hank für seinen Bruder auf die Frau verzichten würde. Ely bejaht es.
In dieser Zeit treffen sich Connie und Hank freundschaftlich. Connie sagt, dass in einer anderen Welt eine Beziehung möglich wäre. Hank betont als Antwort die Worte in einer anderen Welt.
In Las Vegas stellt sich heraus, dass Ely auf einem Bullen seines Bruders reiten soll. Die Brüder versöhnen sich. Hank gibt Ely die Adresse von ihrem Vater Reid. Als Ely ihn besucht, erkennt dieser ihn nicht. Er hält ihn für einen Reporter und erzählt über seine frühere Karriere als Rodeosportler. Ely ruft Connie an und fragt, ob sie ihm eine zweite Chance gibt.
Ely bekommt bei einem Bullenreiten die maximale Punktanzahl. Als er vom Bullen springen will, kommt es zu einem Unfall. Er bleibt mit seiner Hand im Zaumzeug stecken, doch Hank kann ihn befreien. Ely bleibt nur leicht verletzt, der schwer verletzte Hank stirbt.
Rose will später den Bullen erschießen, der ihren Sohn tötete, doch Ely fährt ihn auf die Prärie und lässt ihn laufen. Ein Freund und Mitarbeiter sagt: „Er hätte dasselbe gemacht.“

## Kritiken
David Cornelius schrieb in Hollywood Bitchslap, der Film wäre überraschend hineinziehend und bewegend.
TV Movie bezeichnete den Film auf www.tvmovie.de als feinfühlig.

## Auszeichnungen
Der Film gewann im Jahr 2001 den Crystal Heart Award des Heartland Film Festivals und im Jahr 2003 den Motion Picture Sound Editors Award.

## Hintergründe
Drehbuchautor James Redford ist der Sohn von Robert Redford.